# Журналистика НСДАП периода борьбы за власть
Журналистика НСДАП периода борьбы за власть  — деятельность национал-социалистической немецкой рабочей партии в сфере СМИ и массовых коммуникаций в период с 1921 по 1933 годы, когда нацистская партия активно добивалась избрания в Рейхстаг. Данный период развития немецкой журналистики окончился назначением Адольфа Гитлера рейхсканцлером Веймарской республики 30 января 1933 года.
В период т. н. борьбы за власть были заложены основные направления идеологии и информационной политики нацистской Германии: антикоммунизм, расизм, антисемитизм, вождизм, национализм, милитаризм и идеи социализма. Органами пропаганды НСДАП были газеты «Volkischer Beobachter» и «Der Angriff».

## Фёлькишер Беобахтер
Уже в то время, когда партия была еще разрешена, мы носились с мыслью основывать собственный орган прессы для берлинского движения. Но проведение этого плана всегда терпело неудачу от самых разнообразных преград <…> и не в последнюю очередь также из-за очень активной пропагандистской деятельности партии на собраниях и демонстрациях нам уже не хватало времени, чтобы реализовать этот проект эффективно и успешно.Йозеф Геббельс

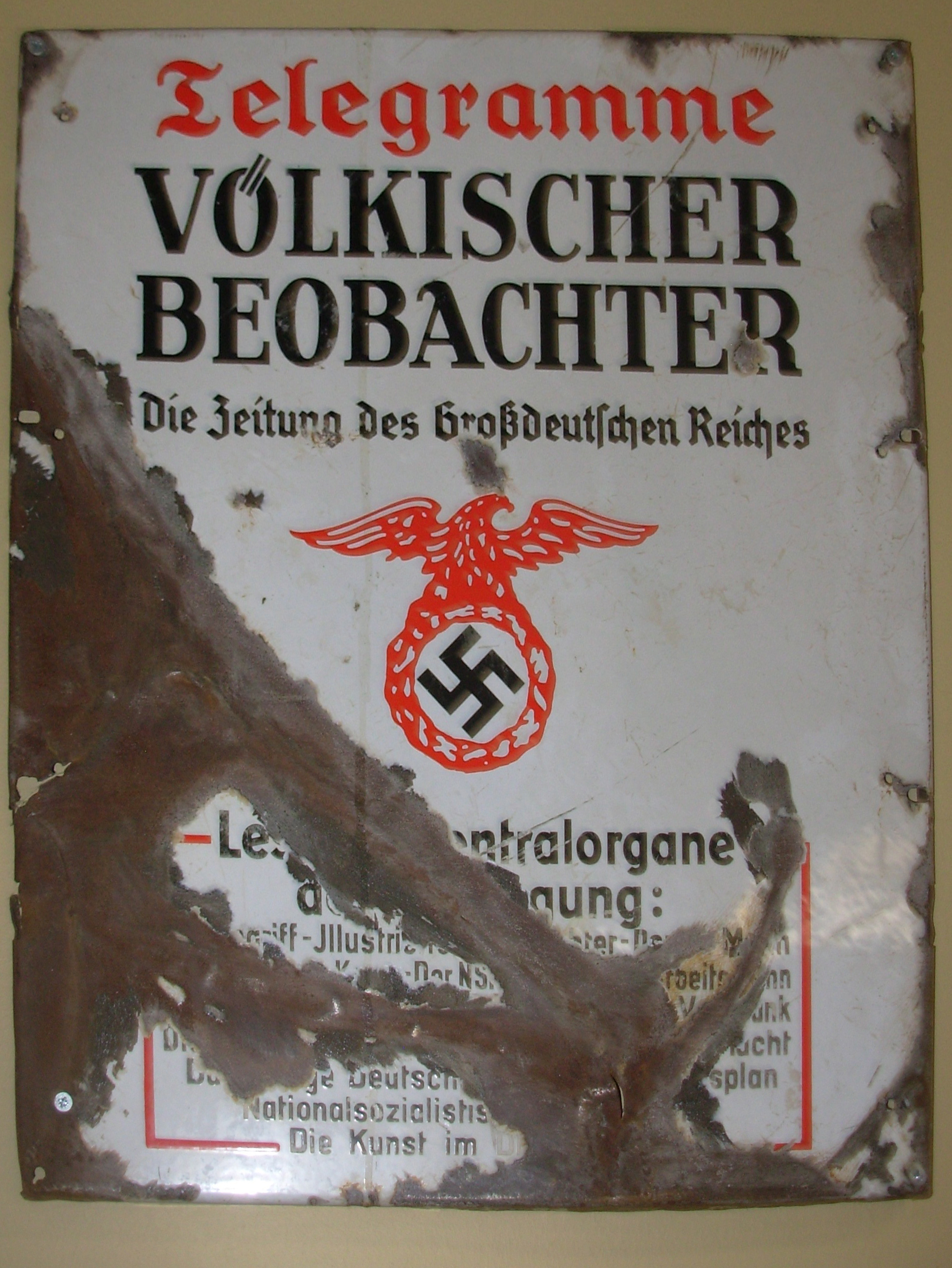
Металлическая рекламная табличка газеты «Völkischer Beobachter»

Официальным органом НСДАП стала газета «Völkischer Beobachter» («Фелькишер беобахтер – «Народный наблюдатель»). Она принадлежала издательству Franz-Eher-Verlag, была основана в 1887 году, во времена Германской империи, и до августа 1918 года выходила в Мюнхене как спортивная газета под названием «Munchner Beobachter» («Мюнхнер беобахтер» – «Мюнхенский наблюдатель»). В 1920 году Гитлер купил газету, материалы которой в то время уже носили главным образом националистический и антисемитский характер. Несмотря на то, что финансовый директор «Фёлькишер Беобахтер» Макс Аманн требовал публикации прежде всего сенсационных, привлекающих новых читателей статей, тираж газеты оставался на уровне 8 тысяч экземпляров. После перехода к нацистам тираж «Völkischer Beobachter» за два года увеличился с 8 до 25 тыс. экземпляров, с 8 февраля 1923 года она стала ежедневной; 1 января 1929 года вышел в свет первый номер берлинского издания газеты.
С 1921 года главным редактором «Volkischer Beobachter» был один из главных идеологов нацизма, соратник Гитлера Альфред Розенберг, впоследствии известный как один из главных военных преступников нацистской Германии по решению Нюрнбергского трибунала и автор таких ключевых понятий нацистской идеологии, как «расовая теория», «окончательное решение еврейского вопроса», отказ от Версальского договора и борьба против «вырождения искусства».
В номере за 26 февраля 1925 года вышла передовая статья Гитлера «Новое начало». Газета стала официальным органом национал-социализма, в которой печатались заявления членов партии и мировые и немецкие новости, а так же первой начала создавать в народном сознании «образ врага», обвиняя в несчастьях Германии в первую очередь евреев и «мировое еврейство».
Успех национал-социалистического движения отражался и на тираже «Народного наблюдателя». Так, в 1931 году он превышал 120 тысяч экземпляров, а после прихода НСДАП к власти в 1933 году её тираж составлял уже 130 тысяч экземпляров, что делало газету самой читаемой в стране.

## Der Angriff

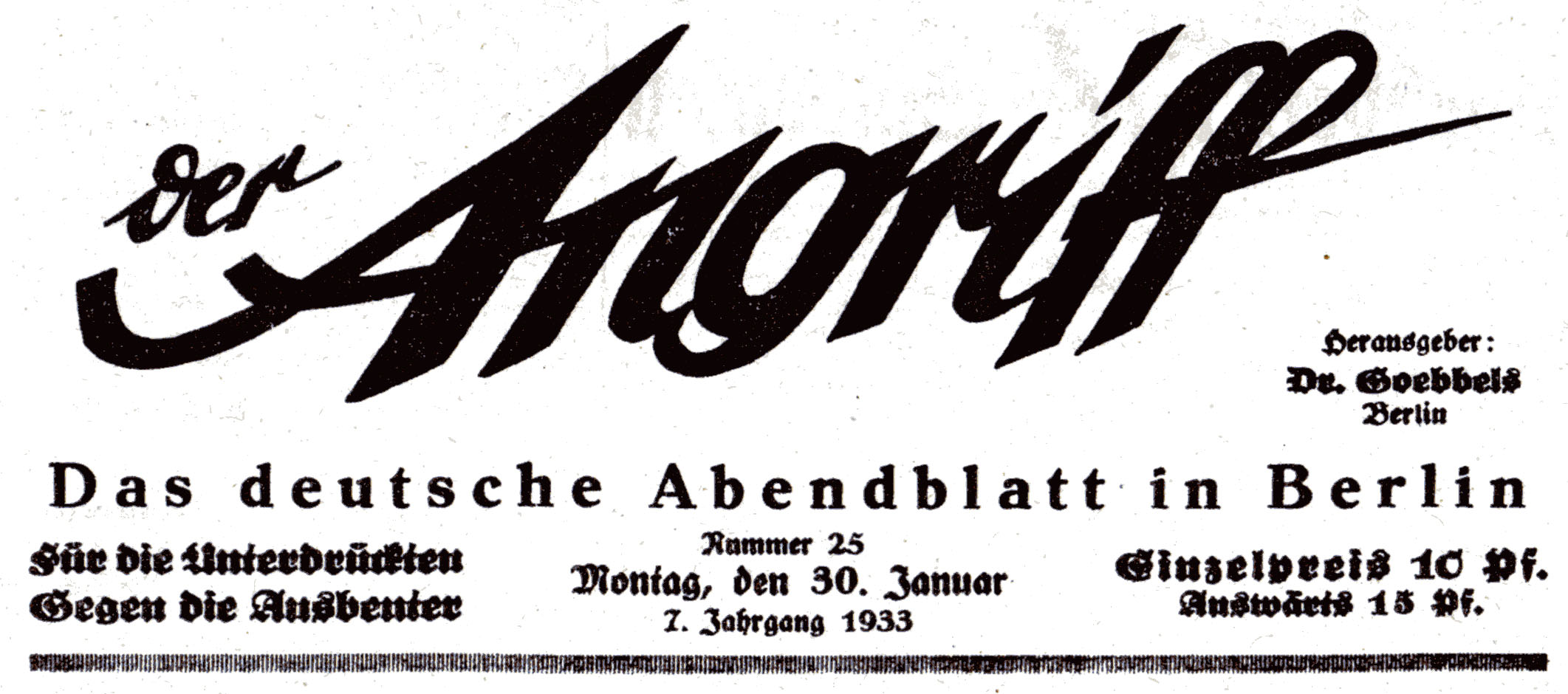
Заглавие газеты «Der Angriff»

В результате поражения Адольфа Гитлера на выборах рейхспрезидента Веймарской республики в 1932 году были запрещены военизированные подразделения НСДАП СА и СС, которые стали известными из-за террористических акций в период предвыборной борьбы. Фактически, деятельность НСДАП оказалась сильно затруднена. Возникла необходимость в создании нового печатного органа, менее официального, чем «Volkischer Beobachter» и с пропагандой на гораздо более доступном широким слоям населения языке.
Первый номер вышел в свет 4 июля 1927 года тиражом 2 тысячи экземпляров. Созданием и редактурой газеты занимался гауляйтер Берлина Йозеф Геббельс, именно он предложил назвать издание «Der Angriff», то есть «Атака».
Я отдавал себе отчет, что от имени газеты зависела большая часть успеха. Имя должно было быть эффективным в агитаторском плане и выражать всю программу газеты уже в единственном слове. <…> Целью этой газеты было не защищать движение. <…> Движение должно было перейти от обороны к наступлению. Оно должно было действовать воинственно и агрессивно; одним словом, оно должно было атаковать.Йозеф Геббельс
Для привлечения внимания потенциальных читателей Геббельс придумал оригинальный трюк с использованием игры слов: за несколько недель до начала выхода Der Angriff по всему Берлину были развешены плакаты красного цвета с единственным словом и огромным вопросительным знаком: «Der Angriff?». Вскоре появились новые плакаты, гласившие: «Der Angriff wird am 4 Juli folgen» («Атака последует 4 июля»). И наконец, плакаты, объяснявшие замысел Геббельса: «“Der Angrijf”. Выходит каждый понедельник. Для угнетенных – против эксплуататоров, Каждый немецкий мужчина, каждая немецкая женщина читает и подписывается на “Der Angriff”». 
«Атака» стала персональным рупором Геббельса, в ней же выходили его передовые статьи пропагандистского характера, простым языком излагающие суть и учения национал-социализма (прим. – «Warum sind wir Judengegner?»  - «Почему мы противостоим евреям?») или призывающие население поддерживать притязания НСДАП на власть (прим. – «Wir wählen Adolf Hitler!»  - «Мы голосуем за Гитлера!»). Сам Геббельс подписывал статьи легко узнаваемым псевдонимом «Dr. G.».
Из-за антисемитских выпадов (в частности, против Бернхарда Вайсса, вице-президента полиции Берлина, временно закрывшего берлинское отделение НСДАП в 1927 году) власти в ноябре 1931 года приостановили выпуск «Der Angriff», но указанная мера не остановила Геббельса. Вскоре газета стала выходить два раза в неделю. Её тираж достиг в середине 1930-x годов 150 тысяч экземпляров (когда нацисты уже были у власти), а с ноября 1940 года, когда «Der Angriff» перешла на ежедневный выпуск, – 306 тысяч экземпляров.
С приходом нацистов к власти интерес к газете упал – в основном потому, что исчезла необходимость в громких призывах и политической борьбе. Геббельс писал в дневнике: «Сейчас он (Гитлер) победитель, он бог, он фараон, я ему не нужен, но ничего, еще придут поражения, и он снова призовет меня». Так и случилось, когда началась Вторая мировая война.